# 瑟普瓦
瑟普瓦（法語：Cepoy，法語發音：[səpwa]）是法国卢瓦雷省的一个市镇，位于该省东北部，属于蒙塔日区。

## 地理
瑟普瓦（48°2'47"N, 2°44'13"E）面积8.52 平方千米，位于法国中央-卢瓦尔河谷大区卢瓦雷省，该省份为法国中北部省份，北起埃松省，西北接厄尔-卢瓦省，西南接卢瓦-谢尔省，南至涅夫勒省和谢尔省，东临约讷省，东北接塞纳-马恩省。
与瑟普瓦接壤的市镇（或旧市镇、城区）包括：卢万河畔丰特奈、卢万河畔沙莱特、科尔基勒鲁瓦、日罗勒、波库尔。

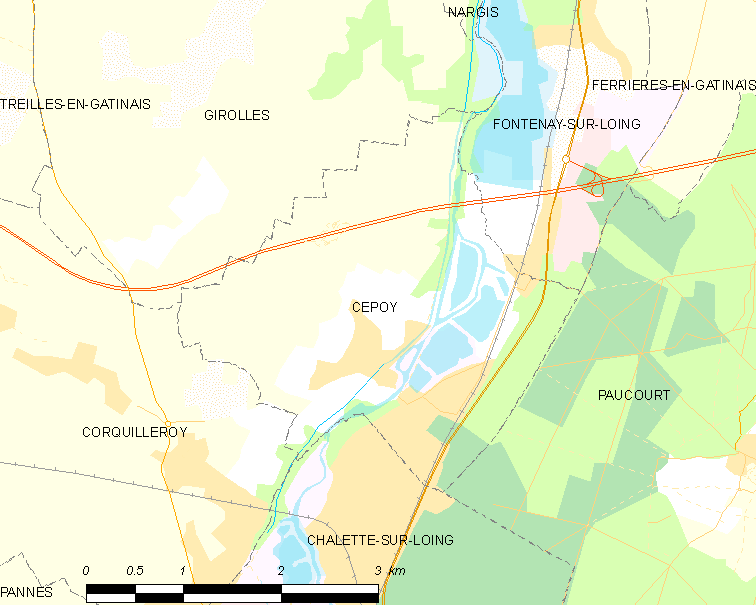
瑟普瓦的OSM定位图

瑟普瓦的时区为UTC+01:00、UTC+02:00（夏令时）。

## 行政
瑟普瓦的邮政编码为45120，INSEE市镇编码为45061。

## 政治
瑟普瓦所属的省级选区为卢万河畔沙莱特县。

## 人口

1962-2008年间瑟普瓦人口变化图示

瑟普瓦于2022年1月1日时的人口数量为2346人。